# Superenamorándome
"Superenamorándome" é uma canção gravada pela cantora e atriz mexicana Anahí, lançada como segundo single do seu quarto álbum de estúdio, Baby Blue (2000). A canção foi lançada em 27 de novembro de 2000, e relançada em 2006 dentro do álbum de recompilação Una Rebelde En Solitario. A canção tem um ritmo calmo e suave, correspondendo ao genero pop latino e pop.

## Antecedentes e apresentação
Em setembro de 2000, o "Superenamorándome" foi lançado como o segundo single de seu álbum, Baby Blue, sob a forma de um CD promocional. A música foi lançada em 2005 em seu álbum de compilação Antología e em 4 de julho de 2006 na reedição de seu álbum, Baby Blue, intitulado Una Rebelde En Solitario.
Na ocasião da promoção, começou uma série de apresentações sobre alguns programas de televisão mexicanos. Em setembro de 2000, Anahí interpreta o simples no programa americano "Show de Cristina". Em março de 2001, ele interpretou "Superenamorándome" e "Tu Amor Cayó Del Cielo" no programa mexicano "Aquí entre Dos", conduzido por Andrea Legarreta e Martha Carrillo. 2 Em março de 2001 interpretou "Desesperadamente Sola" e "Superenamorándome" no programa El Espacio de Tatiana.
Em 2009, Anahí inclui a música, juntamente com "Desesperadamente sola" e "Como Cada Día", na lista de músicas de sua turnê mundial intitulada Mi Delirio World Tour, que começou em 3 de novembro de 2009 em São Paulo, Brasil. Na música, um remix do tema "Single Ladies (Put A Ring On It)" de Beyoncé é incorporado como uma introdução à música, enquanto interage com o público.

### Capa do single
Na capa do single, foi utilizado uma fotografia na qual só aparece o rosto da cantora, enquanto tem uma mão apoiada na sua frente, pode ver Anahí sorrindo com uma maquiagem delicada e o cabelo solto. As fotos foram realizadas por Adolfo Pérez Butrón.

## Vídeo musical
No vídeo musical da canção, Anahí opta por algo mais natural, uma menina com experiências simples na cidade. O videoclipe foi lançado no México em 2000. Foi dirigido por Fernando de Garaye filmado em Nova Iorque. Anahí interpretou o tema em diversos programas de televisão no México e nos Estados Unidos. 

### Sinopse
O vídeo conta várias cenas em que o cantor pode ser visto vestindo fantasias diferentes, começa com imagens da cidade de Nova York, mostra Anahí andando e observando-a, então conhece dois dançarinos, eles começam a realizar uma coreografia, eles caminham juntos, e outra cena é vista em que Anahí canta no meio das pessoas andando por uma rua movimentada, vestida com uma dança superior rosa, é intercalada com uma imagem do cantor vestida com um top branco e um colar azul, Anahí começa a andar entre as pessoas. Em breve, Anahí é visto em ônibus onde atravessa a cidade, enquanto as imagens do cantor com uma camiseta azul podem ser vistas, caminhando por uma ponte, a estrada é vista e logo uma imagem da noite do cantor cantando, enquanto os cartazes brancos são vistos com as letras da música que Anahí está mostrando, há uma última cena em que o cantor dança a noite, com o cabelo puxado para trás e vestido de azul. Eles são intercalados com todas as cenas e termina com um tiro final do cantor vestido com uma camisa branca andando.

## Lista de faixas
| CD single |                     |         |  |
| N.º       | Título              | Duração |  |
| 1.        | "Superenamorándome" | 3:53    |  |

| Download digital |                     |         |  |
| N.º              | Título              | Duração |  |
| 1.               | "Superenamorándome" | 3:53    |  |

## Créditos
Créditos por "Superenamorándome" de acordo com o Baby Blue.
- Estéfano – compositor, letrista, produtor
- Joel Numa – produtor, mixagem
- Anahí – vocal
- Adolfo Pérez Butrón – fotografia
- Javier Carrión – assistente de gravação
- Diseño gráfico – design gráfico

## Histórico de lançamento
| País           | Data                   | Formato/Versão            | Gravadora        |
| -------------- | ---------------------- | ------------------------- | ---------------- |
| Estados Unidos | 26 de agosto de 2000   | Download digital          | Fonovisa Records |
| Estados Unidos | 15 de setembro de 2000 | Lançamento para as rádios | Fonovisa Records |